# Mary Gray-Reeves

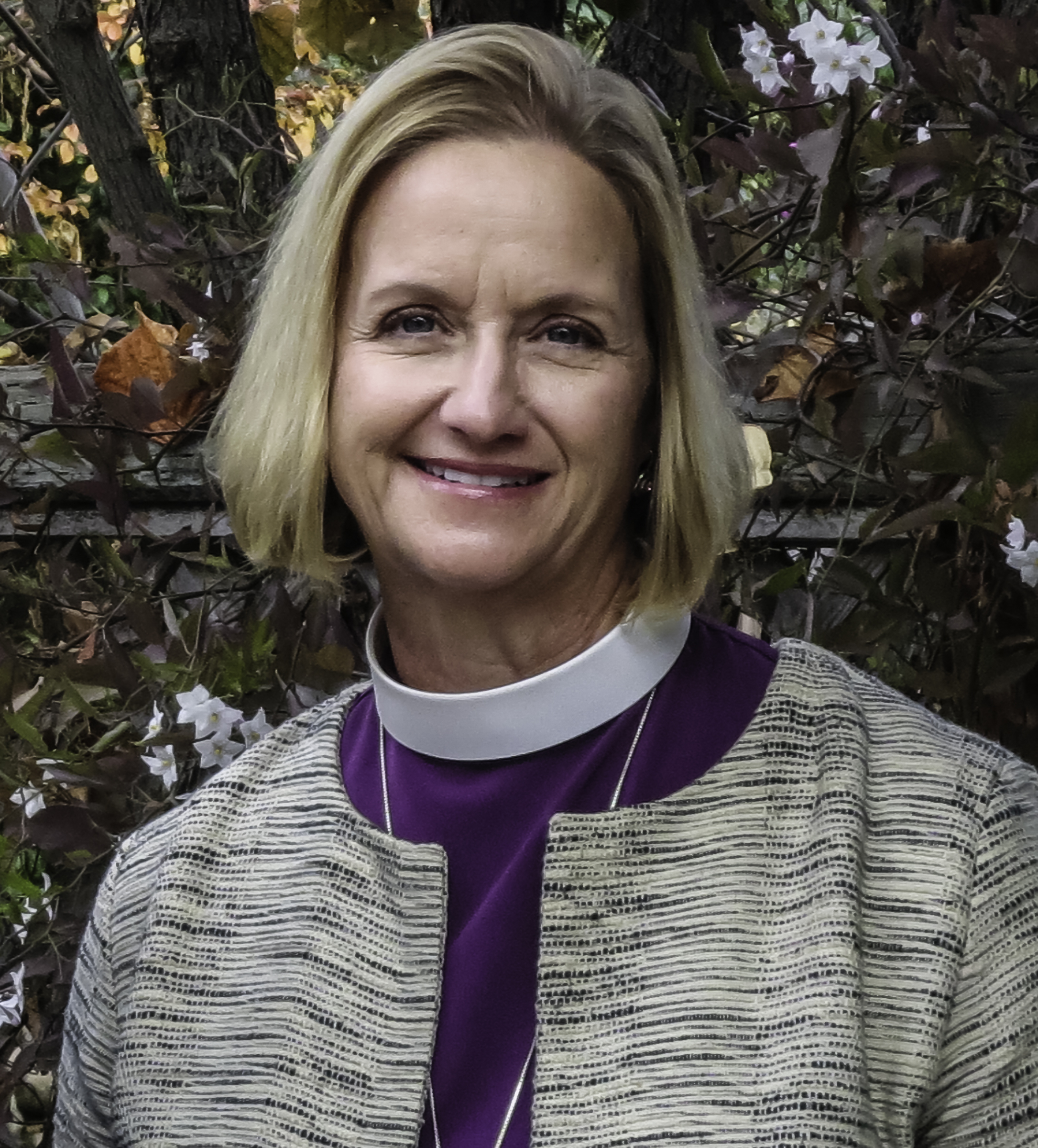
Mary Gray-Reeves

Mary Gray-Reeves (* 5. Juli 1962 in Coral Gables, Florida) ist eine  US-amerikanische, anglikanische Bischöfin. Sie war Ordinaria des Bistums El Camino Real der Episkopalkirche der Vereinigten Staaten von Amerika.

## Leben
Nach ihrem Schulabschluss studierte Gray-Reeves am California State College, Fullerton, wo sie 1987 den Bachelorabschluss bekam; 1994 erhielt sie vom College of Saint John the Evangelist einen Magisterabschluss (M.Div.) in anglikanischer Theologie. In der Episcopal Diocese of Los Angeles wurde Gray-Reeves 1994 zur Diakonin und 1995 zur Priesterin geweiht. Nach einigen Jahren in diesem Bistum erhielt Gray-Reeves eine Stelle als Rektor an der St. Margaret's Episcopal Church in Miami Lakes, Florida. Gray-Reeves wurde am 10. November 2007 durch Katharine Jefferts Schori zur anglikanischen Bischöfin der Episcopal Diocese of El Camino Real im kalifornischen Saratoga geweiht. 2020 wurde sie nachgefolgt von Lucinda Beth Ashby. Gray-Reeves hatte mit ihrem verstorbenen Mann, Michael Reeves, zwei Kinder.

## Veröffentlichungen
- The Hospitality of God: Emerging Worship for a Missional Church (mit Michael Perham). Seabury Books, New York 2011, ISBN 978-1-59627-138-8.